# Anderstorpsgymnasiet

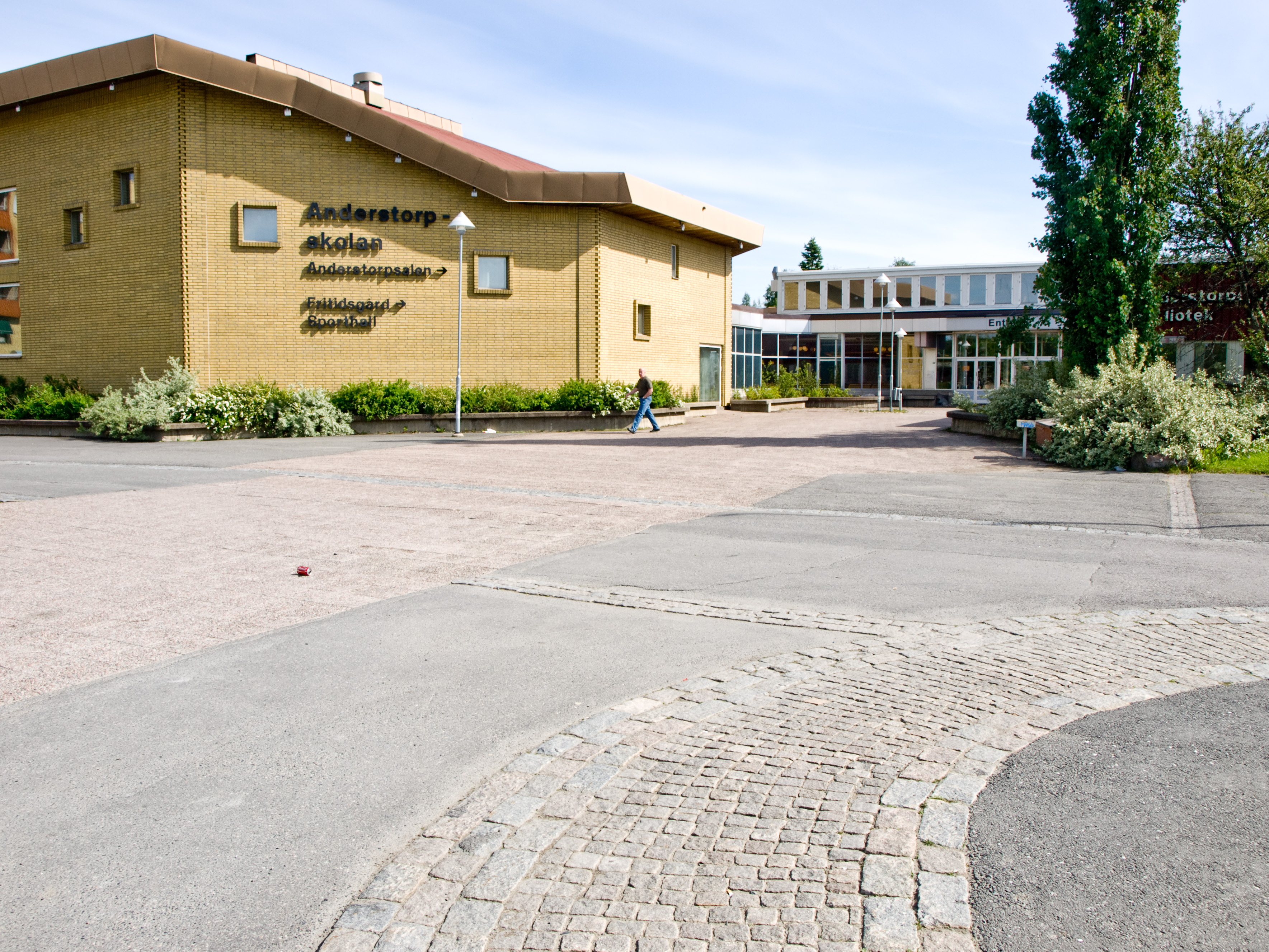
Anderstorpsgymnasiets aula och entré.

Anderstorpsgymnasiet är en av tre kommunala gymnasieskolor i Skellefteå, som 2023 hade cirka 1400 elever och 200 personal. Skolan har vunnit Dokumentärfilmfestivalen i Göteborg 2007, 2008 och 2009.
På gymnasiets musikprogram har flera kända svenska musiker gått, däribland Lisa Miskovsky, Sofia Lilja och Emil Eliasson.

## Utbildningsprogram[4]
- Bygg- och anläggningsprogrammet (BA)
- Ekonomiprogrammet (EK)
- Estetiska programmet (ES, däribland dans- medie- och musikprogrammet)
- Fordons- och transportprogrammet (FT)
- Gymnasiesärskolan, hantverk och produktion (HP)
- International class (IB)[5]
- Lärlingsutbildning (GYLÄR)
- Samhällsprogrammet (SA)
- VVS- och fastighetsprogrammet (VF)
- Introduktionsprogram (IA) (SI) (YI)